# Ethan Peck
Ethan Gregory Peck Matarazzo  (Los Ángeles; 2 de marzo de 1986), más conocido como Ethan Peck, es un actor estadounidense conocido por su papel de Patrick Verona en la serie 10 Things I Hate About You emitida por ABC Family.

## Biografía
Peck nació y creció en Los Ángeles, California y estudió en la escuela privada North Hollywood, destacando en atletismo.
Es hijo de Stephen Peck y de la artista abstracta Francine Matarazzo. Tiene una hermana, Marisa Matarazzo, quien escribe ficción. Peck es el nieto de Gregory Peck y de Greta Kukkonen.
Su primer papel fue en 1999, en el telefilme Pumpkin Hill. Tras ello obtuvo un papel principal en la película Tennessee. Ha aparecido en varias otras películas y series de televisión.
El día 14 de agosto de 2018 se confirmó que el actor interpretaría al icónico personaje Spock en la segunda temporada de la serie Star Trek: Discovery de Netflix.
En mayo de 2020 se confirmó que retomaría este papel para una nueva serie de Star Trek: Strange New Worlds.

## Filmografía
- Charlie Grace... Tyler (1995)
- Marshal Law... Josh Coleman (1996)
- Pumpkin Hill... Joey (1999)
- The Drew Carey Show... niño (1999)
- Passport te lo París... Michael (1999)
- That '70s Show... Kelso (trece años) (2000-2002)
- The El'Keefes... Wade (2003)
- En & Me... Jimmy (2004)
- Tennessee... Ellis (2008)
- 10 Things I Hate About You... Patrick Verona (2009-2010)
- Twelve (película) (2010)
- Gossip Girl...(5.ª temporada-2011)
- In Time  (2011)
- The Wine of Summer  (2012)
- Nothing Left To Fear (2013)
- Edén (película)  (2014)
- La leyenda de la bella durmiente (2016)
- El calendario de Navidad (2018)
- Star Trek: Discovery (2.ª temporada-2019)
- Star Trek: Short Treks (2.ª temporada-2019)
- Star Trek: Strange New Worlds (2022-)